# Костёл Успения Пресвятой Девы Марии (Кривой Рог)
Костёл Успения Пресвятой Девы Марии (укр. Собор Успіння Пресвятої Діви Марії, пол. Katedra Wniebowzięcia Najświętszej Maryi Panny) — католический собор в Кривом Роге, названный в память об Успении Девы Марии.

## История
29 мая 1993 года, на торжество Сошествия Святого Духа, состоялась первая служба, которую отслужил отец Марцин Янкевич. Присутствовали 16 верующих. Ксёндз Марцин приезжал в Кривой Рог из Днепродзержинска ежемесячно. Официально община была зарегистрирована 2 февраля 1995 года. Был приобретён дом по улице Вернадского, 65. 28 октября 1995 года часовню освятил отец Ян Собило из Запорожья. С 27 января 1996 года по 17 мая 1997 года настоятелем прихода был отец Славомир Томашевский. С мая 1997 года по февраль 1998 года в приход вернулся Марцин Янкевич. С 28 февраля 1998 года приходом занимались миссионеры-облаты Непорочной Девы Марии, позже — конгрегации отцов-миссионеров Матери Божьей из Ля Салет. С 2013 года служат монахини-францисканки конгрегации Сестёр-францисканок миссионерок Марии.
В 1998 году община выросла и насчитывала 50 прихожан. С августа 1999 года в приходе работают сёстры Пресвятой Семьи из Назарета. Строительство храма началась в 2000 году. Проект разработал союз архитекторов «Палладиум» из Познани, под руководством архитектора Альфонса Кучки. Финансировал проект Ватикан и иностранные фонды. Костёл находится неподалёку от городского вокзала, возле пересечения с Башкирской улицей, он выделяется из усадебной застройки окрестных улиц. Ориентирован по оси север-юг-запад, с небольшим отклонением на восток и главным входом с юга на оси храма. Костёл просторный в строении, с колокольней. Крыша плавно перетекает в четыре люкарны с обеих сторон, над входом вместо витража находится круглый барельеф, который является частью арочной пристройки.
15 августа 2001 года отец-епископ Леон Дубравский заложил краеугольный камень с гроба святого Апостола Петра из Рима. Рядом построен монастырь миссионеров-облатов и сестёр-назаретанок и катехетично-социальные помещения. В ноябре 2006 года комплекс был открыт для прихожан.
На сегодня[когда?]

 воскресную мессу посещают около 200 прихожан. При костёле действует Союз поляков Кривого Рога.
Храмовые праздники: 15 августа — Успения Пресвятой Девы Марии, 5 октября — святой сестры Фаустины Ковальской.